# Cascabel para gatos

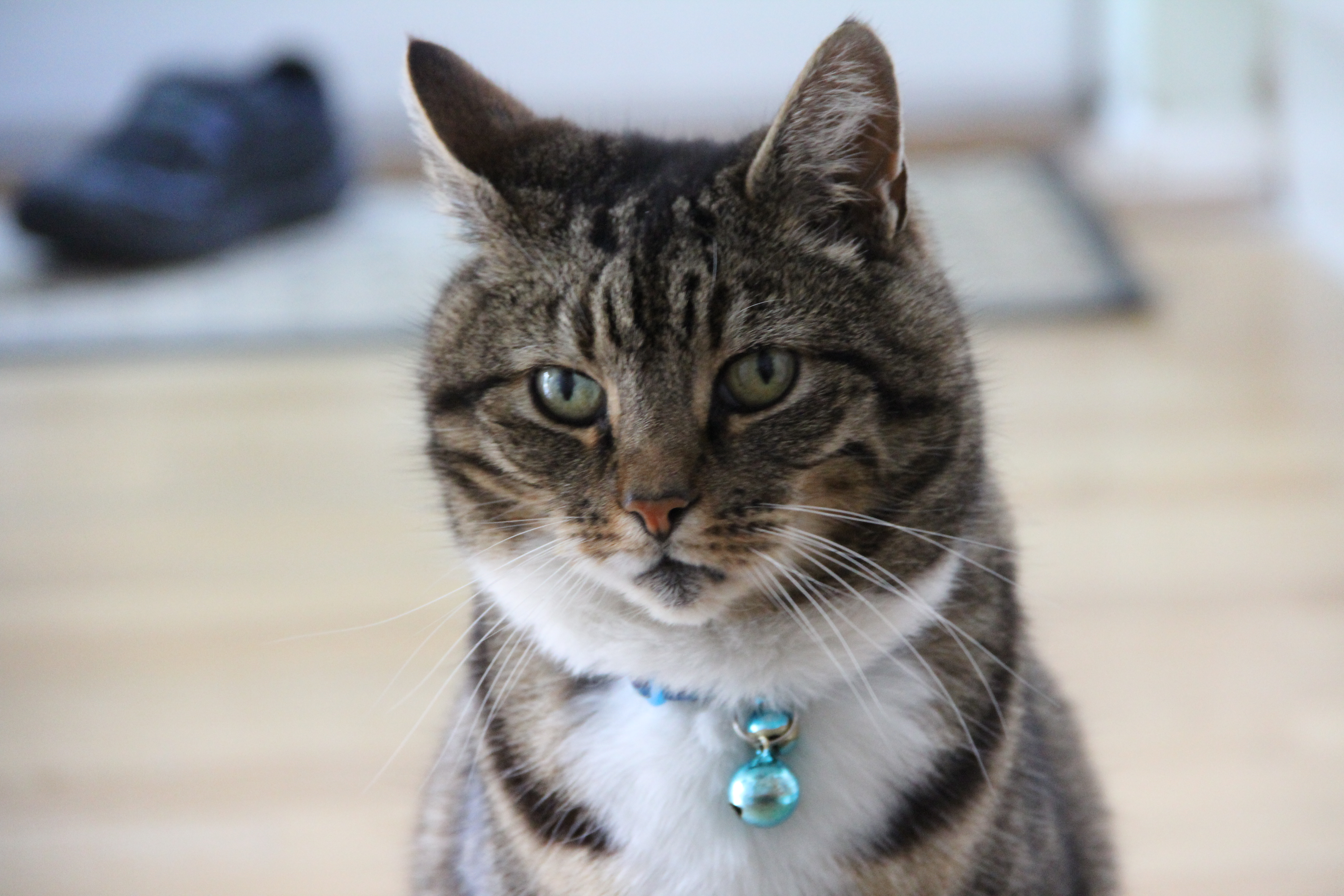
Un gato con cascabel.

Un  cascabel para gatos es un tipo de cascabel incorporado al collar de un gato.
El cascabel sirve para avisar a las presas potenciales de la presencia del gato obstaculizando así su captura. Los gatos finalmente aprenden a andar sin hacer sonar el cascabel  por lo que los propietarios se ven obligados a cambiarlo regularmente o incorporar dos cascabeles en el mismo collar.
Acoplar un cascabel al collar de un gato doméstico puede llegar a reducir el número de pájaros cazados en un 30-40%.
Sin embargo, algunas organizaciones de defensa de los animales aducen que el cascabel es un elemento molesto para el animal y que no es efectivo a causa del comportamiento de caza de los gatos.